# 士兵 (古罗马)
士兵是古罗马受过训练的常规步兵。这些常规士兵占到了罗马军团中的多数。除作战外，他们也有护卫、劳动、建造以及其他非战斗职责。普通士兵往往需要服役多年才能有资格受训成为免除者，从而成为薪酬更高的专业士兵。
拉丁语中的名词“milites”最终与英文的“soldier”一词同义，在西欧，这个词与骑士联系了起来，因为在中世纪早期，骑士组成了专业的军事队伍。但这一名词其实也指步兵（Milites Pedites）。其他用法还包括“圣殿骑士（Milites Templi）”。
拉丁词根还衍生出了“Military”以及“Militia”等英文词语。